# ンゴング競馬場
ンゴング競馬場とは、ケニア共和国の首都、ナイロビ郊外にある競馬場でケニア唯一の競馬場である。

## 概要
かつては、エルドレト競馬場、ナクル競馬場、ナンユキ競馬場、リムル競馬場など他の町にも競馬場があったが、今日ではケニアで唯一の競馬場となっている。

## 歴史
- 1904年、ケニアで最初の競馬が行われる。
- 1914年、ケニアダービー施行。[1]
- 1954年、ンゴング競馬場が開設。[2]

## 馬券
- 単勝
- 複勝
- ワイド
- 馬単
- 3連単
- 4連単
- 4重勝
- 重勝

## コース
ほぼ楕円形をした右回りの芝コースで1周2000m

## 主要競走
- レースは年間25日施行される。
- 1月下旬： ケニアギニー （芝1600メートル）
- 2月下旬： ケニアフィリーズギニー （芝1600メートル）
- 4月上旬： ケニアダービー （芝2400メートル）
- 5月中旬： ケニアオークス （芝2400メートル）
- 6月下旬： ケニアセントレジャー （芝2800メートル）

## 脚註
1. ↑  Webkenya.com: Nairobi City Safari Tour
2. ↑  Kenyabuzz.com: A Daytrip to the Ngong Racecourse